# Pumpas XV
Los Pumpas XV es un equipo y representativo nacional de rugby mixed ability (rugby inclusivo para personas con y sin discapacidades) de Argentina, de diversos géneros. Pumpas y la Fundación Mixed Ability Rugby Argentina que lo gestiona, pertenecen al movimiento internacional promotor de la inclusión Mixed Ability y es el eje de promoción del movimiento en Argentina. Fundado en 2017 y con sede en Buenos Aires, se consagró campeón mundial IMART ese mismo año en Vitoria, España.

## Historia
El rugby mixed ability se inició en Argentina en 2011 debido a la iniciativa de Daniel Fernández, cuyo hijo Joaquín nació con síndrome de Down. Fernández comenzó a desarrollar un proyecto de rugby inclusivo en el Club del Personal del Banco Hipotecario, al que se fueron sumando unas 40 familias. Al descubrir el movimiento internacional Mixed Ability, con fuerte inserción en el mundo del rugby, Fernández tomó contacto con la International Mixed Ability Sports (IMAS) y encuadró su actividad en su filosofía inclusiva. Según la modalidad Mixed Ability del rugby, los equipos se forman con seis o siete jugadores con discapacidad intelectual y ocho o nueve "facilitadores" sin discapacidad que también compiten.
En 2015 la IMAS organizó en Inglaterra el primer torneo mundial. El grupo argentino fue invitado, pero no llegaron a formar un equipo y, entonces, jugaron para Italia. Tras el viaje tomaron la decisión de formar un equipo que pudiera representar a la Argentina, al que llamaron Pumpas XV, combinando "Pumas" y "Pampas".
Debido a un conflicto en 2017, los socios vinculados al rugby se desvincularon del club y fundaron el Club Del Sur.
Ese mismo año 2017 el Mundial se realizó en Vitoria, País Vasco, y Pumpas XV sisti con 60 jugadores, formando dos equipos. El equipo A ganó la competencia, consagrándose campeón mundial.
Hacia 2020 el rugby mixed ability se había extendido a ocho provincias. Ya existían en ese momento diez equipos: Dinos XV, en San Juan; Cuyis XV, en Mendoza; Inkas XV y Hualas XV, en Neuquén; Camarones XV, en Pinamar; Nales XV, en Tucumán; Yuchanes XV, en Salta; San Agustín, en Rosario; y Del Sur y Casa de Padua, en Buenos Aires. Al Mundial de Cork (Irlanda), Argentina concurrió con cuatro equipos y 120 jugadores: Pumpas XV, Maguilas XV (por Mixed Ability y Águilas), MARAS XV (por Mixed Ability Rugby Argentino) y Inkas XV. En total compitieron 24 equipos.
En 2023 los equipos de rugby inclusivo sumaban más de cincuenta en quince provincias. Ese mismo año, Daniel Fernández fue uno de los ocho nominados al Premio Abanderados.